# Jean Michel Larrasket
Jean Michel Larrasket —en escritura francesa, Larrasquet— (París, 22 de mayo de 1950 - Bayona, Lapurdi, 19 de marzo de 2018) fue un profesor universitario e ingeniero francés, de universidad en Bayona y en la universidad de Mondragón, así como vicepresidente para el País Vasco Norte en la Sociedad de Estudios Vascos desde 2012 hasta 2018. Fue promotor de varios proyectos para el desarrollo social y económico del País Vasco Norte, y para la creación de una rama de universidad en Bayona, y también fue uno de los fundadores de la cooperativa Eticoop que promueve el emprendimiento en esta área geográfica.

## Biografía
Siendo sus padres originarios de Barcus en Zuberoa, él siempre mantuvo relación con este pueblo.
Estudió ingeniería en Toulouse y al principio de los 80 empezó como profesor en el IUT de Bayona, diez años más tarde empezó como profesor en la Escuela ESTIA (Escuela de Tecnología Industrial Avanzada de Bidarte y Biarritz) y simultáneamente también en la escuela de Empresariales de la Universidad de Mondragón. En los últimos años, antes de retirarse, fue catedrático en la Universidad de Pau y Pays de l'Adour. Como investigador trabajó en el campo de las ciencias de administración y gestión, siempre desde el punto de vista de la gestión colaborativa de actos colectivos y complejos.
También fue miembro de laUniversidad Vasca de Verano, donde llegó a impartir la conferencia inaugural en 1986 en Pamplona con el título de "Nuevas tecnologías y euskera en el País Vasco Norte" y otras conferencias sobre desarrollo económico y social, o cultura.
- Cómo entender y organizar actos colectivos, y complejos (1997)
- AHUZKI: Cancionero de Zuberoa en sistema multimedia (1991)[7]
- Oferta docente del Instituto Universitario Tecnológico en Bayona (1988)
- Informática en lexicografía (1988)

En los últimos años, inquietado por el desarrollo elitista que la investigación estaba tomando, reivindicaba que la investigación y la enseñanza siempre tendrían que conectarse con la realidad local de cada lugar.